# Raku nu
Le raku nu est une variante du raku.

## Technique

### Le tesson
Il doit être poli afin de bien refermer les pores de la terre.
La pièce est réalisée en argile de grès chamottée afin de supporter les chocs thermiques qu'elle subit durant le refroidissement.

### L'engobe
Une couche d'une engobe composée de kaolin et silice est appliquée sur le tesson. Cette couche, qui ne fondra pas, permet que la glaçure n'adhère pas au tesson durant la cuisson.

### L'émail
Contrairement au raku, l'émail appliqué sur la pièce n'est pas destiné à y rester. Il est donc possible d'utiliser de l'émail de récupération. 

### La cuisson
La cuisson est identique à la cuisson du raku.

### L'enfumage
La pièce est traitée comme un raku classique. Il faut simplement veiller à ne pas laisser la pièce trop longtemps afin que le craquelures soient nettes.

### L'immersion
Une fois que le niveau désiré de craquelures est atteint, la pièce est arrosée avec de l'eau. L'émail se décolle sous l’effet du choc thermique.